# Grand Prix de Plumelec-Morbihan 2015
La 39e édition du Grand Prix de Plumelec-Morbihan a eu lieu le 30 mai 2015. La course fait partie du calendrier UCI Europe Tour 2015 en catégorie 1.1. C'est également la dixième épreuve de la Coupe de France sur route.
L'épreuve a été remportée par le Français Alexis Vuillermoz (AG2R La Mondiale) cinq secondes devant un groupe de trois coureurs français respectivement réglé par Julien Simon (Cofidis) devant Pierrick Fédrigo (FDJ).
Le Français Nicolas Edet (Cofidis) remporte le classement de la montagne tandis que son compatriote Thomas Voeckler (Europcar) remporte le classement des sprints. Pour les autres accessits, Simon finit meilleur coureur breton, Yann Guyot (Armée de Terre), meilleur coureur morbihannais et le Français Pierre-Luc Périchon (Bretagne-Séché Environnement) est élu le coureur le plus combatif.

## Présentation

### Équipes
Classé en catégorie 1.1 de l'UCI Europe Tour, le Grand Prix de Plumelec-Morbihan est par conséquent ouvert aux WorldTeams dans la limite de 50 % des équipes participantes, aux équipes continentales professionnelles, aux équipes continentales et aux équipes nationales.
Quatorze équipes participent à ce Grand Prix de Plumelec-Morbihan : deux WorldTeams, quatre équipes continentales professionnelles et huit équipes continentales :
| UCI WorldTeams   | UCI WorldTeams | UCI WorldTeams |
| Nom de l'équipe  | Pays           | Code           |
| ---------------- | -------------- | -------------- |
| AG2R La Mondiale | France         | ALM            |
| FDJ              | France         | FDJ            |

| Équipes continentales professionnelles | Équipes continentales professionnelles | Équipes continentales professionnelles |
| Nom de l'équipe                        | Pays                                   | Code                                   |
| -------------------------------------- | -------------------------------------- | -------------------------------------- |
| Bretagne-Séché Environnement           | France                                 | BSE                                    |
| Caja Rural-Seguros RGA                 | Espagne                                | CJR                                    |
| Cofidis                                | France                                 | COF                                    |
| Europcar                               | France                                 | EUC                                    |

| Équipes continentales   | Équipes continentales | Équipes continentales |
| Nom de l'équipe         | Pays                  | Code                  |
| ----------------------- | --------------------- | --------------------- |
| Armée de Terre          | France                | ADT                   |
| Auber 93                | France                | AUB                   |
| CCT-Champion System     | Nouvelle-Zélande      | CCT                   |
| Differdange-Losch       | Luxembourg            | CCD                   |
| Marseille 13 KTM        | France                | M13                   |
| Murias Taldea           | Espagne               | MUR                   |
| Roubaix Lille Métropole | France                | RLM                   |
| Start-Massi             | Paraguay              | STF                   |

### Règlement de la course

#### Primes
Les vingt prix sont attribués suivant le barème de l'UCI,. Le total général des prix distribués est de 14 477 €.
| Position | 1er     | 2e      | 3e      | 4e    | 5e    | 6e    | 7e    | 8e    | 9e    | 10e à 20e |
| Prix     | 5 785 € | 2 895 € | 1 445 € | 715 € | 580 € | 433 € | 433 € | 287 € | 287 € | 147 €     |

## Classements

### Classement final
| Classement final | Classement final   | Classement final | Classement final             | Classement final   |
|                  | Coureur            | Pays             | Équipe                       | Temps              |
| ---------------- | ------------------ | ---------------- | ---------------------------- | ------------------ |
| 1er              | Alexis Vuillermoz  | France           | AG2R La Mondiale             | en 4 h 21 min 32 s |
| 2e               | Julien Simon       | France           | Cofidis                      | + 5 s              |
| 3e               | Pierrick Fédrigo   | France           | Bretagne-Séché Environnement | + 5 s              |
| 4e               | Bryan Coquard      | France           | Europcar                     | + 5 s              |
| 5e               | Matthieu Ladagnous | France           | FDJ                          | + 7 s              |
| 6e               | Luis Ángel Maté    | Espagne          | Cofidis                      | + 12 s             |
| 7e               | Quentin Pacher     | France           | Armée de Terre               | + 12 s             |
| 8e               | Armindo Fonseca    | France           | Bretagne-Séché Environnement | + 15 s             |
| 9e               | Samuel Dumoulin    | France           | AG2R La Mondiale             | + 15 s             |
| 10e              | Jimmy Turgis       | France           | Roubaix Lille Métropole      | + 15 s             |
| modifier         |                    |                  |                              |                    |

### Classements annexes
| Classement de la montagne | Classement de la montagne | Classement de la montagne | Classement de la montagne | Classement de la montagne |
| ------------------------- | ------------------------- | ------------------------- | ------------------------- | ------------------------- |
|                           | Coureur                   | Pays                      | Équipe                    | Point(s)                  |
| 1er                       | Nicolas Edet              | France                    | Cofidis                   | 10 points                 |
| 2e                        | Fabrice Jeandesboz        | France                    | Europcar                  | 5 pts                     |
| 3e                        | Théo Vimpère              | France                    | Auber 93                  | 3 pts                     |
| modifier                  |                           |                           |                           |                           |

| Classement des sprints | Classement des sprints | Classement des sprints | Classement des sprints       | Classement des sprints |
| ---------------------- | ---------------------- | ---------------------- | ---------------------------- | ---------------------- |
|                        | Coureur                | Pays                   | Équipe                       | Point(s)               |
| 1er                    | Thomas Voeckler        | France                 | Europcar                     | 5 points               |
| 2e                     | Nicolas Edet           | France                 | Cofidis                      | 4 pts                  |
| 3e                     | Pierre-Luc Périchon    | France                 | Bretagne-Séché Environnement | 3 pts                  |
| modifier               |                        |                        |                              |                        |

### UCI Europe Tour
Ce Grand Prix de Plumelec-Morbihan attribue des points pour l'UCI Europe Tour 2015, par équipes seulement aux coureurs des équipes continentales professionnelles et continentales, individuellement à tous les coureurs sauf ceux faisant partie d'une équipe ayant un label WorldTeam.
| Position,          | 1er | 2e | 3e | 4e | 5e | 6e | 7e | 8e | 9e | 10e | 11e | 12e |
| Classement général | 80  | 56 | 32 | 24 | 20 | 16 | 12 | 8  | 7  | 6   | 5   | 3   |

## Liste des participants
- Liste de départ complète

| Légende | Légende                                                                       | Légende | Légende                                                    |
| ------- | ----------------------------------------------------------------------------- | ------- | ---------------------------------------------------------- |
| Num     | Dossard de départ porté par le coureur sur ce Grand Prix de Plumelec-Morbihan | Pos     | Position à l'arrivée de la course                          |
|         | Indique un maillot de champion national ou mondial, suivi de sa spécialité    | NP      | Indique un coureur qui n'a pas pris le départ de la course |
| AB      | Indique un coureur qui n'a pas terminé la course                              | HD      | Indique un coureur qui a terminé la course hors des délais |

| Cofidis COF           | Cofidis COF             | Cofidis COF |
| --------------------- | ----------------------- | ----------- |
| Num                   | Coureur                 | Pos         |
| 1                     | Julien Simon (FRA)      | 2e          |
| 2                     | Yoann Bagot (FRA)       | 51e         |
| 3                     | Nicolas Edet (FRA)      | 70e         |
| 4                     | Romain Hardy (FRA)      | 41e         |
| 5                     | Luis Ángel Maté (ESP)   | 6e          |
| 6                     | Daniel Navarro (ESP)    | 40e         |
| 7                     | Stéphane Rossetto (FRA) | 38e         |
| 8                     | Anthony Turgis (FRA)    | 52e         |
| Directeur sportif : ? |                         |             |

| AG2R La Mondiale ALM  | AG2R La Mondiale ALM         | AG2R La Mondiale ALM |
| --------------------- | ---------------------------- | -------------------- |
| Num                   | Coureur                      | Pos                  |
| 11                    | Romain Bardet (FRA)          | 36e                  |
| 12                    | Mikaël Cherel (FRA)          | 68e                  |
| 13                    | Samuel Dumoulin (FRA)        | 9e                   |
| 14                    | Ben Gastauer (LUX)           | 71e                  |
| 15                    | Damien Gaudin (FRA)          | 48e                  |
| 16                    | Jean-Christophe Péraud (FRA) | 49e                  |
| 17                    | Christophe Riblon (FRA)      | AB                   |
| 18                    | Alexis Vuillermoz (FRA)      | 1er                  |
| Directeur sportif : ? |                              |                      |

| FDJ                   | FDJ                            | FDJ |
| --------------------- | ------------------------------ | --- |
| Num                   | Coureur                        | Pos |
| 21                    | Anthony Geslin (FRA)           | 37e |
| 22                    | Matthieu Ladagnous (FRA)       | 5e  |
| 23                    | Johan Le Bon (FRA)             | 18e |
| 24                    | Olivier Le Gac (FRA)           | 25e |
| 25                    | Pierre-Henri Lecuisinier (FRA) | 29e |
| 26                    | Laurent Pichon (FRA)           | 43e |
| 27                    | Jérémy Roy (FRA)               | 69e |
| 28                    | Benoît Vaugrenard (FRA)        | 45e |
| Directeur sportif : ? |                                |     |

| Bretagne-Séché Environnement BSE | Bretagne-Séché Environnement BSE | Bretagne-Séché Environnement BSE |
| -------------------------------- | -------------------------------- | -------------------------------- |
| Num                              | Coureur                          | Pos                              |
| 31                               | Matthieu Boulo (FRA)             | 64e                              |
| 32                               | Anthony Delaplace (FRA)          | 13e                              |
| 33                               | Pierrick Fédrigo (FRA)           | 3e                               |
| 35                               | Armindo Fonseca (FRA)            | 8e                               |
| 36                               | Jonathan Hivert (FRA)            | AB                               |
| 37                               | Pierre-Luc Périchon (FRA)        | 54e                              |
| 38                               | Eduardo Sepúlveda (ARG)          | 16e                              |
| 39                               | Florian Vachon (FRA)             | 46e                              |
| Directeur sportif : ?            |                                  |                                  |

| Caja Rural-Seguros RGA CJR | Caja Rural-Seguros RGA CJR | Caja Rural-Seguros RGA CJR |
| -------------------------- | -------------------------- | -------------------------- |
| Num                        | Coureur                    | Pos                        |
| 41                         | David Arroyo (ESP)         | 34e                        |
| 42                         | Miguel Ángel Benito (ESP)  | 65e                        |
| 43                         | Hugh Carthy (GBR)          | AB                         |
| 44                         | Fabricio Ferrari (URU)     | 12e                        |
| 45                         | Lluís Mas (ESP)            | 66e                        |
| 46                         | Heiner Parra (COL)         | 30e                        |
| 47                         | Héctor Sáez (ESP)          | 67e                        |
| 48                         |                            |                            |
| Directeur sportif : ?      |                            |                            |

| Europcar EUC          | Europcar EUC              | Europcar EUC |
| --------------------- | ------------------------- | ------------ |
| Num                   | Coureur                   | Pos          |
| 51                    | Giovanni Bernaudeau (FRA) | AB           |
| 52                    | Bryan Coquard (FRA)       | 4e           |
| 53                    | Cyril Gautier (FRA)       | 35e          |
| 54                    | Fabrice Jeandesboz (FRA)  | 44e          |
| 56                    | Pierre Rolland (FRA)      | 27e          |
| 57                    | Romain Sicard (FRA)       | 50e          |
| 58                    | Thomas Voeckler (FRA)     | 53e          |
| 59                    | Bryan Nauleau (FRA)       | 47e          |
| Directeur sportif : ? |                           |              |

| Auber 93 AUB          | Auber 93 AUB             | Auber 93 AUB |
| --------------------- | ------------------------ | ------------ |
| Num                   | Coureur                  | Pos          |
| 61                    | César Bihel (FRA)        | 57e          |
| 62                    | Julien Guay (FRA)        | 26e          |
| 63                    | Guillaume Levarlet (FRA) | 31e          |
| 64                    | Anthony Maldonado (FRA)  | 15e          |
| 65                    | David Menut (FRA)        | AB           |
| 66                    | Maxime Renault (FRA)     | 33e          |
| 67                    | Steven Tronet (FRA)      | 11e          |
| 68                    | Théo Vimpère (FRA)       | 19e          |
| Directeur sportif : ? |                          |              |

| CCT-Champion System CCT | CCT-Champion System CCT | CCT-Champion System CCT |
| ----------------------- | ----------------------- | ----------------------- |
| Num                     | Coureur                 | Pos                     |
| 71                      |                         |                         |
| 72                      | Joshua Haggerty (NZL)   | AB                      |
| 73                      | Yūma Koishi (JPN)       | AB                      |
| 74                      | James Spragg (GBR)      | 39e                     |
| 75                      | Tanzō Tokuda (JPN)      | 72e                     |
| 76                      |                         |                         |
| 77                      | Ryan Wills (NZL)        | NP                      |
| 78                      | Matthew Zenovich (NZL)  | AB                      |
| Directeur sportif : ?   |                         |                         |

| Armée de Terre ADT    | Armée de Terre ADT   | Armée de Terre ADT |
| --------------------- | -------------------- | ------------------ |
| Num                   | Coureur              | Pos                |
| 81                    | Jérôme Mainard (FRA) | 22e                |
| 83                    | Romain Combaud (FRA) | AB                 |
| 84                    | Julien Duval (FRA)   | AB                 |
| 85                    | Yann Guyot (FRA)     | 42e                |
| 86                    | Romain Le Roux (FRA) | AB                 |
| 87                    | Kévin Lebreton (FRA) | 28e                |
| 88                    | Quentin Pacher (FRA) | 7e                 |
| 89                    | Alexis Bodiot (FRA)  | AB                 |
| Directeur sportif : ? |                      |                    |

| Murias Taldea MUR     | Murias Taldea MUR      | Murias Taldea MUR |
| --------------------- | ---------------------- | ----------------- |
| Num                   | Coureur                | Pos               |
| 91                    | Aritz Bagües (ESP)     | 23e               |
| 92                    |                        |                   |
| 93                    | Mikel Bizkarra (ESP)   | 24e               |
| 94                    | Egoitz García (ESP)    | AB                |
| 95                    | Adrián González (ESP)  | AB                |
| 96                    |                        |                   |
| 97                    | Eneko Lizarralde (ESP) | 61e               |
| 98                    | Haritz Orbe (ESP)      | AB                |
| Directeur sportif : ? |                        |                   |

| Roubaix Lille Métropole RLM | Roubaix Lille Métropole RLM | Roubaix Lille Métropole RLM |
| --------------------------- | --------------------------- | --------------------------- |
| Num                         | Coureur                     | Pos                         |
| 101                         | Julien Antomarchi (FRA)     | AB                          |
| 102                         | Dieter Bouvry (BEL)         | 63e                         |
| 103                         | Thomas Damuseau (FRA)       | 60e                         |
| 104                         | Rudy Kowalski (FRA)         | AB                          |
| 105                         | Jérémy Leveau (FRA)         | AB                          |
| 106                         | Baptiste Planckaert (BEL)   | 21e                         |
| 107                         | Jimmy Turgis (FRA)          | 10e                         |
| 108                         | Maxime Vantomme (BEL)       | 17e                         |
| Directeur sportif : ?       |                             |                             |

| Start-Massi STF       | Start-Massi STF         | Start-Massi STF |
| --------------------- | ----------------------- | --------------- |
| Num                   | Coureur                 | Pos             |
| 111                   | Rubén Caseny (ESP)      | AB              |
| 112                   | Axel Costa (ESP)        | AB              |
| 113                   |                         |                 |
| 114                   | Andreas Keuser (GER)    | AB              |
| 115                   | Marco-Tapio Niemi (FIN) | AB              |
| 116                   | Jeison Prada (COL)      | AB              |
| 117                   | Daniel Quicibal (GUA)   | AB              |
| 118                   | Marc Vilanova (ESP)     | AB              |
| Directeur sportif : ? |                         |                 |

| Differdange-Losch CCD | Differdange-Losch CCD   | Differdange-Losch CCD |
| --------------------- | ----------------------- | --------------------- |
| Num                   | Coureur                 | Pos                   |
| 122                   | Johan Coenen (BEL)      | 58e                   |
| 123                   | Jānis Dakteris (LAT)    | AB                    |
| 124                   | Thomas Deruette (BEL)   | AB                    |
| 125                   | Pontus Kastemyr (SWE)   | AB                    |
| 126                   | Gediminas Kaupas (LTU)  | AB                    |
| 127                   | Krisztián Lovassy (HUN) | AB                    |
| 128                   | Tom Thill (LUX)         | 59e                   |
| 129                   | Cédric Raymackers (BEL) | AB                    |
| Directeur sportif : ? |                         |                       |

| Marseille 13 KTM M13  | Marseille 13 KTM M13       | Marseille 13 KTM M13 |
| --------------------- | -------------------------- | -------------------- |
| Num                   | Coureur                    | Pos                  |
| 131                   | Julien El Fares (FRA)      | 32e                  |
| 132                   |                            |                      |
| 133                   | Ignatas Konovalovas (LTU)  | 55e                  |
| 134                   | Julien Loubet (FRA)        | 14e                  |
| 135                   | Yoann Paillot (FRA)        | 56e                  |
| 136                   | Clément Saint-Martin (FRA) | 20e                  |
| 137                   | Evaldas Šiškevičius (LTU)  | AB                   |
| 139                   | Clément Penven (FRA)       | 62e                  |
| Directeur sportif : ? |                            |                      |